# Edward L. Mark

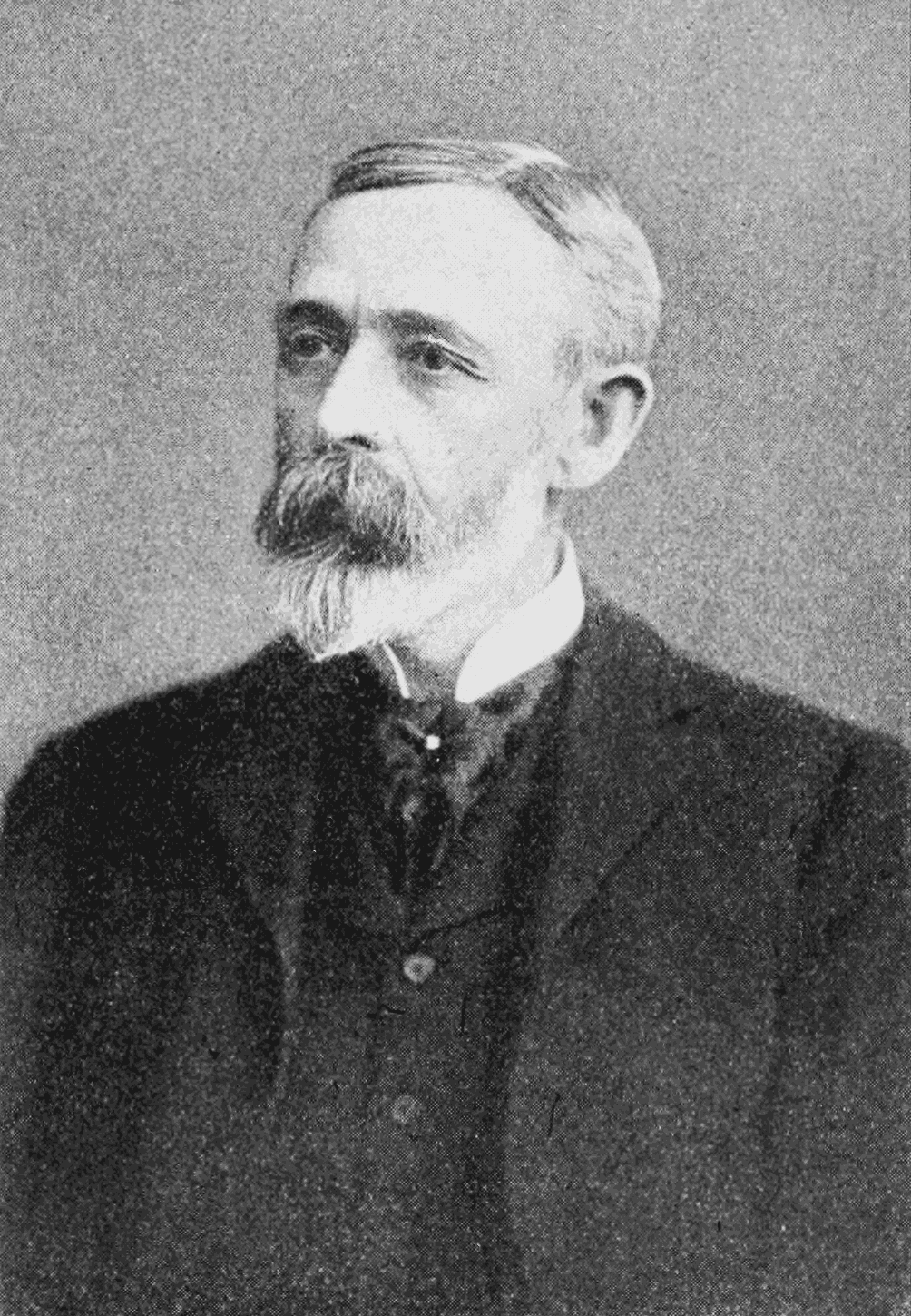
Edward L. Mark ca. 1903/1904

Edward Laurens Mark (* 30. Mai 1847 in Chautauqua County, New York; † 16. Dezember 1946 in Cambridge, Massachusetts) war ein US-amerikanischer Zoologe und Anatom an der Harvard University.
Mark erwarb an der University of Michigan einen Bachelor und arbeitete zunächst für das Northern Boundary Survey (eine Kommission, um die Grenze zu dem heutigen Kanada festzulegen), studierte dann aber noch in Leipzig und Jena und erwarb 1976 an der Universität Leipzig einen Dr. phil. in Zoologie. 1877 erhielt er eine Professur für Zoologie an der Harvard University, 1885 eine für Anatomie. Von 1900 bis 1921 war er Direktor der Harvard Zoological Laboratories, von 1903 bis 1931 überlappend Direktor des Bermuda Laboratory for Research.
Edward Mark konnte wesentliche Beiträge zum Verständnis der Morphologie früher Lebensstadien von Arthropoden leisten. Anhand Limax campestris (Wasserschnegel) beschrieb er den Aufbau des Embryo mit Bezug auf Entwicklung, Fruchtbarkeit, Zellproliferation und Zelldifferenzierung. Er gilt als Begründer der Autor-Jahr-Zitierweise (Harvard-Zitation). Er übersetzte mehrere deutschsprachige Lehrbücher ins Englische. 1896 war er Gesandter beim 4. internationalen Zoologie-Kongress in Cambridge, England.
Mark war seit 1873 mit Lucy Thorp King (1848–1923) verheiratet; das Paar hatte zwei Kinder.

## Auszeichnungen (Auswahl)
- 1884 Mitglied der American Academy of Arts and Sciences[1]
- 1897 Ehrendoktorat der University of Michigan
- 1901 Fellow der American Association for the Advancement of Sciences
- 1904 Ehrendoktorat der University of Wisconsin
- 1903 Mitglied der National Academy of Sciences[2]
- 1907 Mitglied der American Philosophical Society[3]